# Pupo

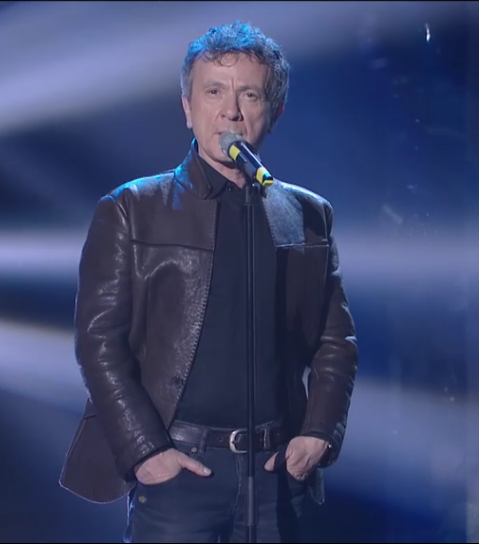
Pupo (2016)

Pupo (* 11. September 1955 in Ponticino als Enzo Ghinazzi) ist ein italienischer Popsänger und Fernsehmoderator. Pupo ist seit den 1970er-Jahren musikalisch aktiv und nahm insgesamt sechsmal am Sanremo-Festival teil. Zu seinen bekanntesten Liedern gehören Su di noi und Forse, welche beide auch auf Deutsch von Howard Carpendale aufgenommen wurden (als Wer von uns und Wie frei willst Du sein).

## Karriere
Ghinazzi trat schon früh mit örtlichen Gruppen auf und nahm an Gesangswettbewerben teil. Mit zwanzig Jahren wurde er vom Produzenten Freddy Naggiar beim Label Baby Records unter Vertrag genommen, bereits unter dem von Naggiar vorgeschlagenen Pseudonym Pupo. 1976 debütierte Pupo mit der erfolgreichen Single Ti scriverò. Es folgten Hits wie Come sei bella, Ciao, Gelato al cioccolato, Forse, Firenze Santa Maria Novella, Su di noi und Lo devo solo a te. Der Sänger nahm mehrmals am Sanremo-Festival teil, so 1980 mit Su di noi, 1983 mit Cieli azzurri und 1984 mit Un grande amore, doch hielt sich der Erfolg in Grenzen.
Mitte der 80er-Jahre litt Pupos Karriere an Problemen im Privatleben. Während La vita è molto di più, eine Zusammenarbeit mit Fiordaliso, in Italien weitgehend ungeachtet blieb, stieg zu dieser Zeit seine Bekanntheit in Russland und Osteuropa. 1989 wurde er durch Gianni Boncompagni für die Fernsehsendung Domenica in verpflichtet, was Pupo nun auch in seinem Heimatland wieder bekannt machte. 1992 kehrte er mit La mia preghiera nach Sanremo zurück, ansonsten war er in den 90er-Jahren hauptsächlich als Fernsehmoderator aktiv.
Erst 2009 nahm Pupo – im Trio mit Paolo Belli und Youssou N’Dour – mit L’opportunità erneut am Sanremo-Festival teil; gleich im nächsten Jahr kehrte er mit Emanuele Filiberto di Savoia und dem Tenor Luca Canonici zurück und konnte mit Italia amore mio den zweiten Platz in der Finalwertung erzielen.
Im Januar 2022, einen Monat vor der russischen Invasion in die Ukraine, kündigte Ghinazzi an, dass ihm vom Außenministerium mitgeteilt worden sei, dass ihm die Einreise in die Ukraine verboten wurde. Dieses Verbot war die Folge davon, dass Ghinazzi ein Jahr zuvor auf einem russischen Kriegsfest in Jalta auf der Krim gesungen hatte. Nachdem er 2023 zunächst Konzerte in Russland vermieden hatte, kehrte Ghinazzi 2024 nach Moskau zurück. Am 15. März 2024 gab er zusammen mit russischen Künstlern ein Konzert im Kremlpalast und erklärte: „Es reicht mit diesem Krieg zwischen russischen und ukrainischen Brüdern. Ich gehe auch nach Kiew, wenn sie mich haben wollen.“
In Zusammenarbeit mit David Brandes erschien am 4. Juli 2025 das Album Insieme durch Brandesʼ Plattenfirma Bros Music. Es erreichte in Deutschland Platz sieben der offiziellen deutschen Charts, in der Schweiz Platz fünf und in Österreich Platz eins und ist somit das kommerziell erfolgreichste Album von Pupo.

## Diskografie

### Alben
| Jahr | Titel                | Höchstplatzierung, Gesamtwochen, AuszeichnungChartplatzierungen (Jahr, Titel, Platzierungen, Wochen, Auszeichnungen, Anmerkungen) | Höchstplatzierung, Gesamtwochen, AuszeichnungChartplatzierungen (Jahr, Titel, Platzierungen, Wochen, Auszeichnungen, Anmerkungen) | Höchstplatzierung, Gesamtwochen, AuszeichnungChartplatzierungen (Jahr, Titel, Platzierungen, Wochen, Auszeichnungen, Anmerkungen) | Höchstplatzierung, Gesamtwochen, AuszeichnungChartplatzierungen (Jahr, Titel, Platzierungen, Wochen, Auszeichnungen, Anmerkungen) | Anmerkungen                         |
| Jahr | Titel                | IT | DE | AT | CH | Anmerkungen                         |
| ---- | -------------------- | --- | --- | --- | --- | ----------------------------------- |
| 1979 | Gelato al cioccolato | IT22 (1 Wo.)IT | — | — | — | Erstveröffentlichung: 1979          |
| 1980 | Più di prima         | IT8 (25 Wo.)IT | — | — | — | Erstveröffentlichung: Juni 1980     |
| 1981 | Lo devo solo a te    | IT19 (11 Wo.)IT | — | — | — | Erstveröffentlichung: 1981          |
| 2005 | Flashback Collection | IT91 (1 Wo.)IT | — | — | — | Erstveröffentlichung: 2005          |
| 2016 | Porno contro amore   | IT59 (1 Wo.)IT | — | — | — | Erstveröffentlichung: 1. April 2016 |
| 2025 | Insieme              | — | DE7 (4 Wo.)DE | AT1 (… Wo.)AT | CH5 (3 Wo.)CH | Erstveröffentlichung: 4. Juli 2025  |

grau schraffiert: keine Chartdaten aus diesem Jahr verfügbar
Weitere Alben
- 1977: Come sei bella
- 1983: Cieli azzurri
- 1984: Ciao
- 1984: Malattia d’amore
- 1985: Change Generation
- 1985: Пупо (Pupo) – russische Version des Albums Lo devo solo a te von 1981
- 1985: Un amore grande
- 1986: Quanta gente
- 1986: La vita è molto di più
- 1989: Quello che sono
- 1991: Canada’s Wonderland
- 1995: 1996
- 1998: Tornerò
- 2000: Sei caduto anche tu
- 2004: L’equilibrista
- 2005: C’è solo un momento – Есть Только Миг

### Singles (Auswahl)
| Jahr | Titel Album                                        | Höchstplatzierung, Gesamtwochen, AuszeichnungChartplatzierungen (Jahr, Titel, Album, Platzierungen, Wochen, Auszeichnungen, Anmerkungen) | Höchstplatzierung, Gesamtwochen, AuszeichnungChartplatzierungen (Jahr, Titel, Album, Platzierungen, Wochen, Auszeichnungen, Anmerkungen) | Höchstplatzierung, Gesamtwochen, AuszeichnungChartplatzierungen (Jahr, Titel, Album, Platzierungen, Wochen, Auszeichnungen, Anmerkungen) | Anmerkungen                                                                |
| Jahr | Titel Album                                        | IT | DE | CH | Anmerkungen                                                                |
| ---- | -------------------------------------------------- | --- | --- | --- | -------------------------------------------------------------------------- |
| 1978 | Sempre tu Gelato al cioccolato                     | IT20 (8 Wo.)IT | — | — | Erstveröffentlichung: 1978                                                 |
| 1978 | Ciao Gelato al cioccolato                          | IT8 (19 Wo.)IT | — | — | Erstveröffentlichung: 1978                                                 |
| 1979 | Forse Gelato al cioccolato                         | IT5 (16 Wo.)IT | — | CH2 (13 Wo.)CH | Erstveröffentlichung: 9. September 1979                                    |
| 1980 | Su di noi Più di prima                             | IT3 Platin (2024) · (21 Wo.)IT | DE38 (13 Wo.)DE | — | Erstveröffentlichung: 9. Juni 1980 Verkäufe: + 100.000                     |
| 1980 | Cosa farai Più di prima                            | IT15 (7 Wo.)IT | — | — | Erstveröffentlichung: 1980                                                 |
| 1981 | La storia di noi due Lo devo solo a te             | IT59 (2 Wo.)IT | — | — | Erstveröffentlichung: 1981                                                 |
| 1981 | Lo devo solo a te                                  | IT8 (9 Wo.)IT | — | CH6 (6 Wo.)CH | Erstveröffentlichung: 13. Dezember 1981                                    |
| 1982 | Nashville Lo devo solo a te                        | — | — | CH9 (6 Wo.)CH | Erstveröffentlichung: 11. Juli 1982                                        |
| 2009 | L’opportunità –                                    | IT18 (2 Wo.)IT | — | — | Erstveröffentlichung: 20. Februar 2009, mit Paolo Belli und Youssou N’Dour |
| 2010 | Italia amore mio Italia, amore mio (Luca Canonici) | IT27 (2 Wo.)IT | — | — | Erstveröffentlichung: 2010; mit Emanuele Filiberto und Luca Canonici       |

## Belege
1. ↑  Chartquellen (Alben):
  - M&D-Chartarchiv. Musica e dischi, abgerufen am 14. Mai 2016 (italienisch, kostenpflichtiger Abonnement-Zugang).
  - Alben von Pupo. In: Italiancharts.com. Hung Medien, abgerufen am 14. Mai 2016.
  - Deutschland
2. ↑  Chartquellen (Singles):
  - M&D-Chartarchiv. Musica e dischi, abgerufen am 14. Mai 2016 (italienisch, kostenpflichtiger Abonnement-Zugang).
  - Guido Racca & Chartitalia: Top 100 FIMI Singoli. Lulu, 2013, S. 136.
  - Singles von Pupo. In: Hitparade.ch. Hung Medien, abgerufen am 14. Mai 2016.
  - Singles von Pupo. In: Offizielle deutsche Charts. GfK Entertainment, abgerufen am 14. Mai 2016.
3. ↑  Auszeichnungen für Musikverkäufe: IT

| Personendaten    | Personendaten                    |
| ---------------- | -------------------------------- |
| NAME             | Pupo                             |
| ALTERNATIVNAMEN  | Ghinazzi, Enzo (wirklicher Name) |
| KURZBESCHREIBUNG | italienischer Sänger             |
| GEBURTSDATUM     | 11. September 1955               |
| GEBURTSORT       | Ponticino (AR)                   |